# Matayba peruviana
Matayba peruviana är en kinesträdsväxtart. Matayba peruviana ingår i släktet Matayba och familjen kinesträdsväxter.

## Underarter
Arten delas in i följande underarter:
- M. p. oligandra
- M. p. peruviana